# Shehnai

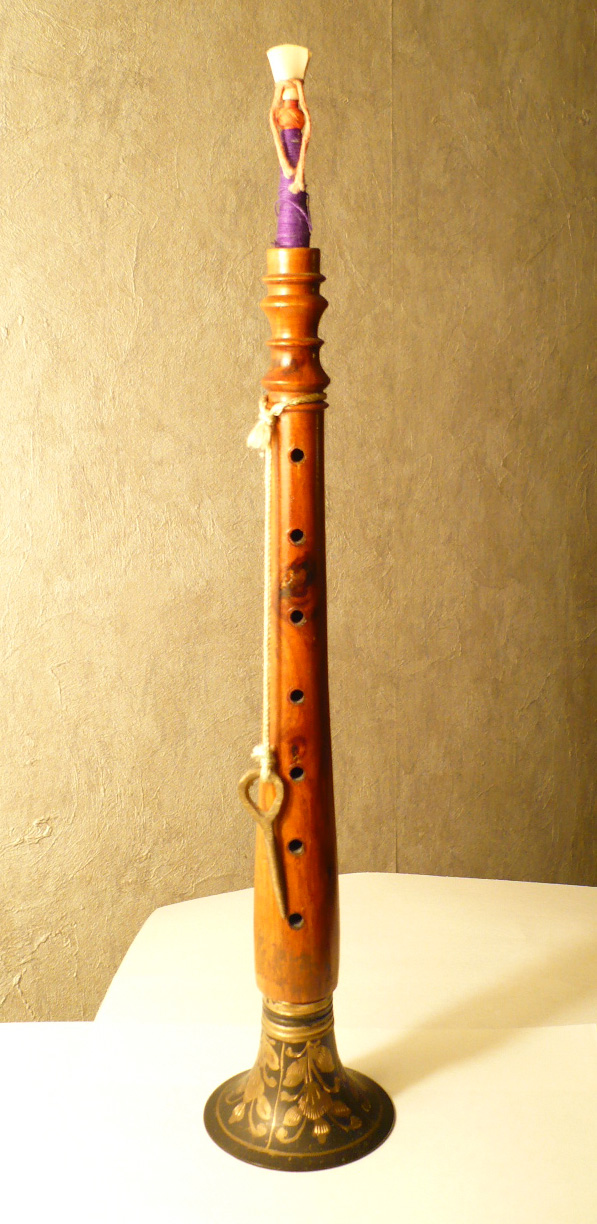
Shehnai

Shehnai – pochodzący z Kaszmiru, dęty instrument muzyczny. Prawdopodobnie jest udoskonaloną wersją pungi, ludowego instrumentu używanego głównie przez zaklinaczy węży. Ma podwójny stroik trzcinowy oraz stożkowy kształt przypominający obój. Wykonany jest z drewna, z zakończeniem przypominającym metalowy dzwonek. Najbardziej popularny jest w północnych i zachodnich Indiach, w Iranie i Pakistanie. 